# トミタヘルスケア
株式会社トミタヘルスケア（英称:TOMITA Healthcare Co., Ltd.）は、熊本県熊本市中央区にある一般用医薬品・日用品の卸売をする企業。富田薬品株式会社の傘下である。 

## 沿革
- 2005年9月27日 - 会社設立。
- 2006年1月1日 - 親会社である「富田薬品株式会社」から分社化。
- 2008年10月23日 - 親会社の富田薬品、アルフレッサホールディングス、シーエス薬品を含む4社で業務提携。

## 事業所
- 本社  熊本市中央区九品寺6丁目2-35
- 営業本部（福岡県糟屋郡志免町）
- 第一支店、第二支店（福岡県糟屋郡志免町）
- 第三支店（鹿児島県鹿児島市）
- 福岡物流センター（福岡県糟屋郡志免町）
- 鹿児島物流センター（鹿児島県鹿児島市）